# Deströyer 666
Deströyer 666 é uma banda australiana de metal extremo formada em 1994 pelo vocalista e guitarrista K.K. Warslut. O grupo se originou em Melbourne, na Austrália e em 2001 se mudou para a Europa. 

## História da banda
K.K. Warslut fundou Deströyer 666 após sua saída da banda de black metal Bestial Warlust . Inicialmente, a banda se tratava de um projeto solo de Warslut, porém, eventualmente, ela se tornou uma banda de black death e thrash metal, em 1994 em Melbourne. O EP de estreia do grupo, Violence is the Prince of this World, contou com Warslut na guitarra, baixo e vocais, com Matt Skitz (também conhecido como Matt Sanders) do Damaged e Criss Volcano da banda Abominator na bateria . A música "The Eternal Glory of War" foi posteriormente regravada para o álbum Phoenix Rising, de 2000.
Após seu álbum de estreia, Deströyer 666 teve sua formação composta por Warslut; o baixista Bullet Eater (também conhecido como Phil Gresik, ex-membro da banda Bestial Warlust, Hobbs' Angel of Death e Mass Confusion); o baterista Howitzer do grupo Gospel of the Horns ; e o guitarrista Shrapnel. Juntos, eles gravaram o primeiro álbum de estúdio da banda, Unchain the Wolves, de 1997. Logo depois, Howitzer foi substituído por Deceiver e, em 1999, eles gravaram o álbum Phoenix Rising, embora este só tenha sido lançado mais de um ano depois. K.K. Warslut também se juntou ao neonazista Scott McGuinness da banda Fortress e também Nigel Brown da banda No Remorse, para formarem em conjunto a banda Raven's Wing, que lançou um único álbum, chamado de Through the Looking Glass, no ano de 1997.
Em 2000, o Deströyer 666 fez uma extensa turnê pela Europa. O baterista holandês Erich de Windt, do Sinister e Prostitute Disfigurement, entrou na banda após a gravação do EP King of Kings . Gresik saiu do grupo e foi substituído por Simon Berserker. O álbum Phoenix Rising foi lançado pela Season of Mist em novembro do mesmo ano (2000). De Windt foi substituído pelo baterista alemão Mersus em 2001 e então a banda fez uma tour pela Europa novamente, juntamente com as bandas Immolation e Deranged, depois disso a banda deixou a Austrália para se estabelecer na Europa. Warslut se estabeleceu em Eindhoven, na Holanda, e Shrapnel começou a viver em Londres.
A arte do álbum de 2002 Cold Steel... for an Iron Age , que a banda desde então desmentiu, alegando que nunca haviam a aprovado. Uma reedição do álbum estava programada para o final de 2005, mas até maio de 2009 ela não havia sido lançada. A previsão era de que ele contivesse novas artes, além de músicas bônus. O próximo álbum, Defiance, foi lançado em junho de 2009. É o primeiro álbum em que nenhuma música foi composta por Warslut, enquanto ele se concentrou nas letras, como de costume, com músicas compostas por Shrapnel e Matt Razor. O álbum foi muito bem recebido tanto pelos fãs quanto pela crítica, mantendo o Deströyer 666 no pedestal de banda cult que se tornou.
Em 2010, o grupo lançou um álbum de compilação, "To the Devil His Due", que contém todas as faixas anteriormente disponíveis apenas em EPs de vinil de 7". Os temas líricos de Deströyer 666 tratam de blasfêmia, niilismo, Nietzsche e temáticas de guerra.
Em agosto de 2012, foi anunciado que Shrapnel deixou a banda por motivos pessoais.
Deströyer 666 lançou outro álbum, intitulado Wildfire, em 26 de fevereiro de 2016.
Em 2 de dezembro de 2022, o grupo lançou seu sexto álbum de estúdio, chamado Never Surrender . Foi promovido pelo single "Guillotine", lançado em setembro, cujo videoclipe apresentava cenas de protestos contra o lockdown que ocorreram em seu país de origem.

### Turnês e shows notáveis

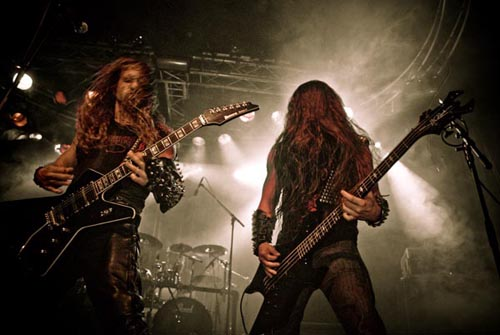
Ao vivo no Hole in the Sky, Festival de Metal de Bergen 2007

Em 2003, o grupo fez uma turnê australiana, que culminou com uma aparição como atração principal no festival Metal for the Brain . Sua primeira turnê pela América do Norte ocorreu entre setembro e outubro de 2006. 
Em 1º de janeiro de 2010, o Deströyer 666 retornou à sua terra natal, a Austrália, tocando primeiro no Screamfest e depois fazendo uma extensa turnê pelo país, incluindo a Tasmânia. Eles não tocavam no continente desde 2004.
Em 2010, houve mais turnês e apresentações ao vivo notáveis. Eles foram um destaque no Inferno Festival da Noruega em março e tiveram um ano muito movimentado e bem-sucedido com uma turnê pelos Estados Unidos ao lado do Enthroned e uma longa excursão pela Europa com o Watain
Em 2011, eles estavam programados para fazer uma turnê com a banda alemã de thrash metal Destruction nos Estados Unidos. No entanto, devido a imprevistos, eles tiveram que desistir da turnê.

## Membros

### Membros atuais
- KK Warslut – vocal principal, guitarra base (1994–presente), guitarra solo (1994–1996, 2020–presente), baixo (1994–1995)
- Felipe Plaza – baixo, backing vocals (2015–presente)
- Kev Desecrator – bateria (2020–presente, ao vivo 2017, 2018–2020)

### Antigos membros
- Shrapnel – guitarra solo (1996–2012)
- Bullet Eater – baixo (1995–1999)
- Simon Berserker – baixo (2000–2003)
- Matt Razor – baixo (2004–2014)
- Chris Volcano – bateria (1994–1995)
- Skitz Sanders – bateria (1995)
- Ballistic 'Coz' Howitzer – bateria (1996–1998)
- Deceiver – bateria (1998–2000), bateria ao vivo (2018)
- Eric De Windt – bateria (2000–2001)
- Mersus – bateria (2001–2012)
- Perracide – bateria (2012–2017)
- RC – guitarra solo (2012–2020), backing vocals (2015–2020)

## Discografia
Álbuns de estúdio
- Unchain the Wolves (1997)
- Phoenix Rising (2000)
- Cold Steel... for an Iron Age (2002)
- Defiance (2009)
- Wildfire (2016)
- Never Surrender (2022)

Versões estendidas
- Violence Is the Prince of This World (1995)
- Terror Abraxas (2003)
- Call of the Wild (2018)

Demonstração
- Six Songs with the Devil (1994)

Compilações
- To the Devil His Due (2011)

Singles
- Satanic Speed Metal (1998)
- King of Kings / Lord of the Wild (2000)
- ...of Wolves, Women & War (2002)

## Links externos
- Website oficial